# 리치걸
리치걸은 대한민국의 음악 그룹이다. 2015년 디지털 싱글 앨범 [Keep It Up]으로 데뷔했다.

## 음반
- Keep It Up (2015)
- I'm your side (2017)
- 솜사탕 (Somsatang) (2018)
- 꽃길 (2019)
- 럭키스타 (LUCKY STAR) (2020)